# Bóng chuyền
Bóng chuyền là 1 môn thể thao Olympic, trong đó 2 đội được tách ra bởi 1 tấm lưới. Mỗi đội cố gắng ghi điểm bằng cách đưa được trái bóng chạm phần sân đối phương theo đúng luật quy định.
Bộ luật hoàn chỉnh khá rộng. Nhưng sơ lược, cách chơi như sau: Vận động viên ở 1 đội bắt đầu lượt đánh bằng cách phát bóng (thảy hoặc thả trái bóng và đánh bằng bàn tay hoặc cánh tay), từ ngoài đường biên cuối sân, qua lưới, và sang phần sân của đội nhận bóng. Đội nhận bóng không được để bóng chạm mặt đất bên phần sân đội mình. Họ được phép chạm bóng tối đa 3 lần. Thông thường, 2 lần chạm đầu tiên được dùng để chuẩn bị cho đội tấn công, đội cố gắng trả trái bóng qua lưới sao cho đội bên kia không thể chặn trái để không chạm mặt đất phần sân đội mình.
Lượt bóng tiếp tục, với mỗi đội được phép chạm bóng nhiều nhất 3 lần liên tục, đến khi một trong 2 điều xảy ra (1): đội thắng lượt bóng, làm cho trái bóng chạm được mặt đất phần sân đối phương; hay (2): đội phạm lỗi và thua lượt banh. Đội thắng lượt bóng ghi được 1 điểm, và được phép giao banh ở lượt tiếp theo. Một vài lỗi phổ thông thường phạm phải là:
- Khiến bóng chạm đất ngoài phần sân đối phương hoặc không đưa được bóng qua lưới;
- "Cầm hoặc ném" bóng;
- "2 chạm": 2 lần chạm bóng bởi cùng một vận động viên;
- 4 lần chạm bóng liên tục bởi cùng một đội;
- Lỗi chạm lưới: chạm vào lưới trong khi lượt bóng chưa kết thúc;

Trái bóng thường được chơi bằng bàn tay hoặc cánh tay, nhưng người chơi được phép đập hoặc đẩy (chạm bóng trong thời gian ngắn) bằng bất kì bộ phận nào trên cơ thể.
Có khá nhiều kĩ thuật chơi trong bóng chuyền, bao gồm "spiking" (đập bóng) và "blocking" (chắn bóng) (bởi vì những ký thuật chơi đó được thực hiện bên trên lưới nhảy thẳng đứng là một trong những kĩ năng được chú trọng trong thể thao) cũng như "passing" (bắt bước 1), "setting" (chuyền 2), và các vị trí chơi đặc thù và cấu trúc chơi phòng thủ và tấn công.

### Nguồn gốc của bóng chuyền

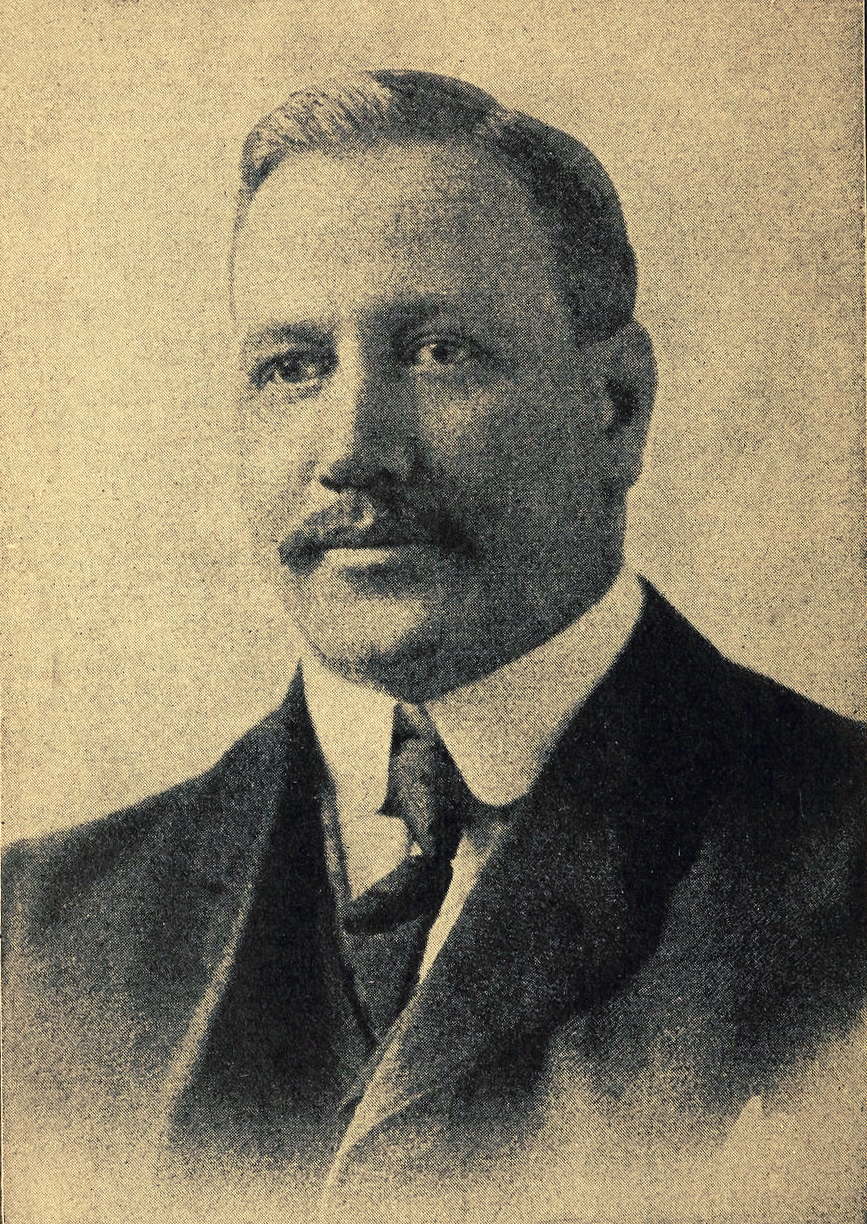
William G. Morgan

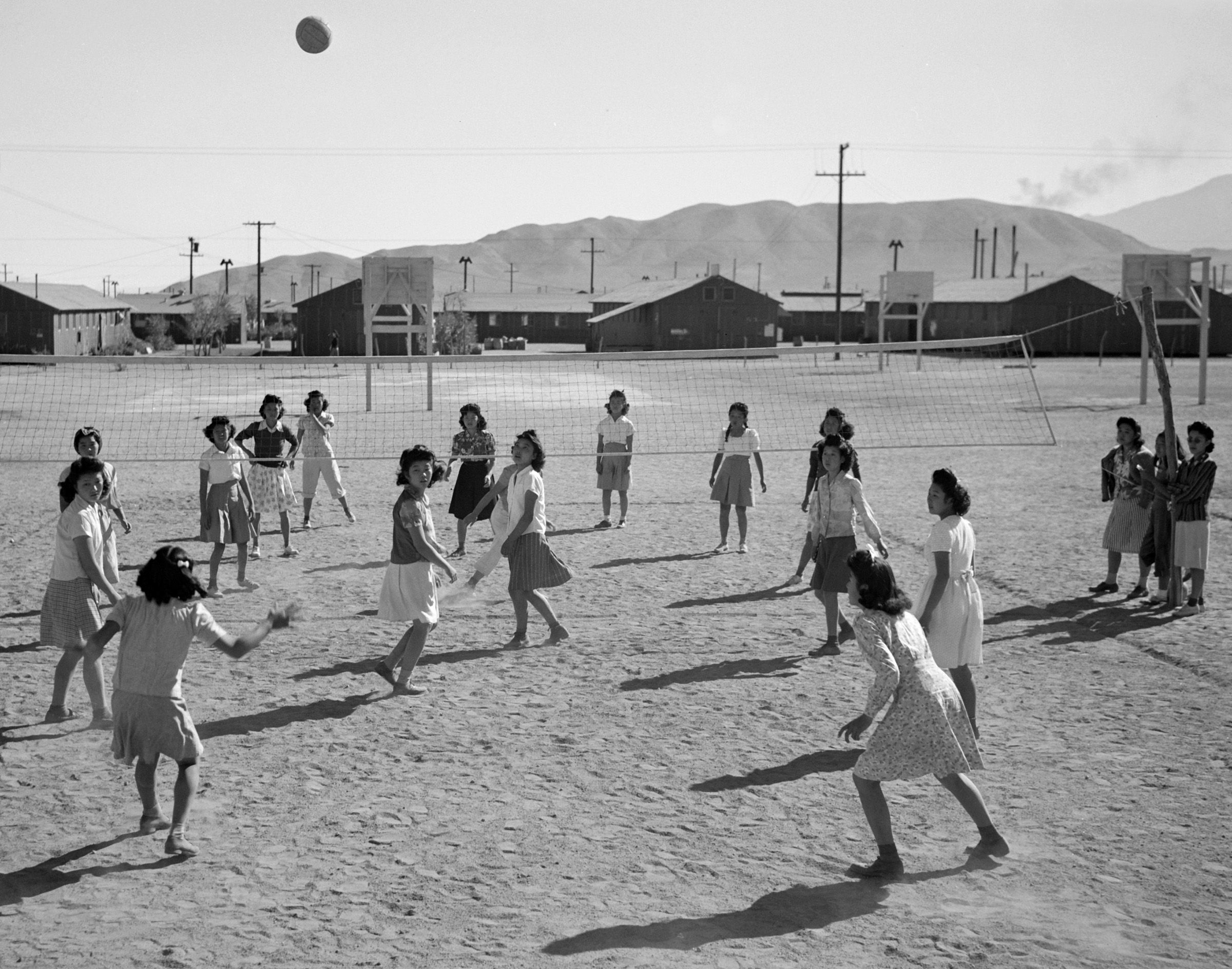
Những phụ nữ Hoa Kỳ gốc Nhật đang chơi bóng chuyền trong trại giam Manzanar, California, ca. 1943.

## Luật chơi

Sân bóng chuyền

### Sân thi đấu

Sự di chuyển người chơi

### Giao bóng

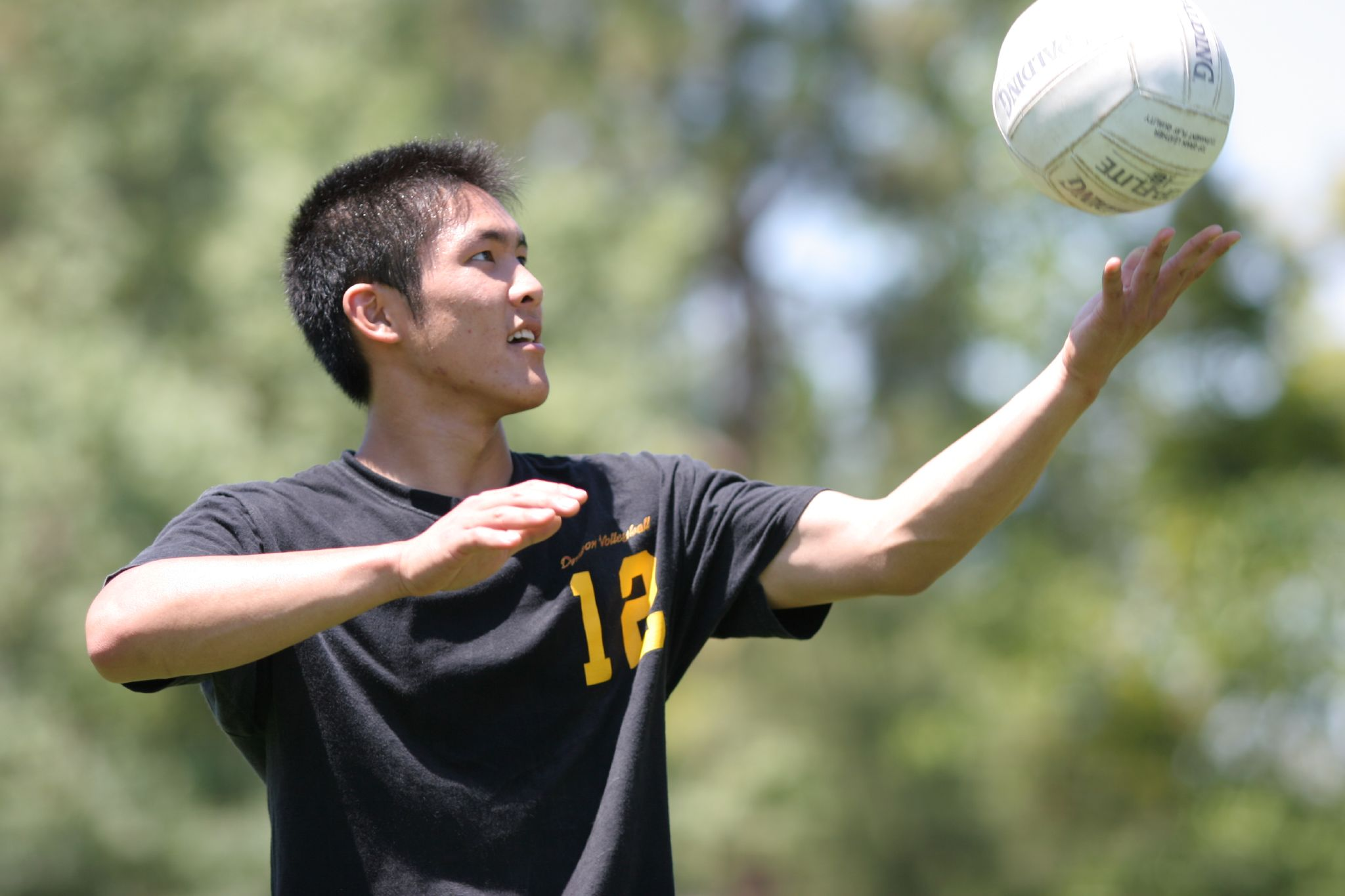
Chuẩn bị để phát bóng cao.

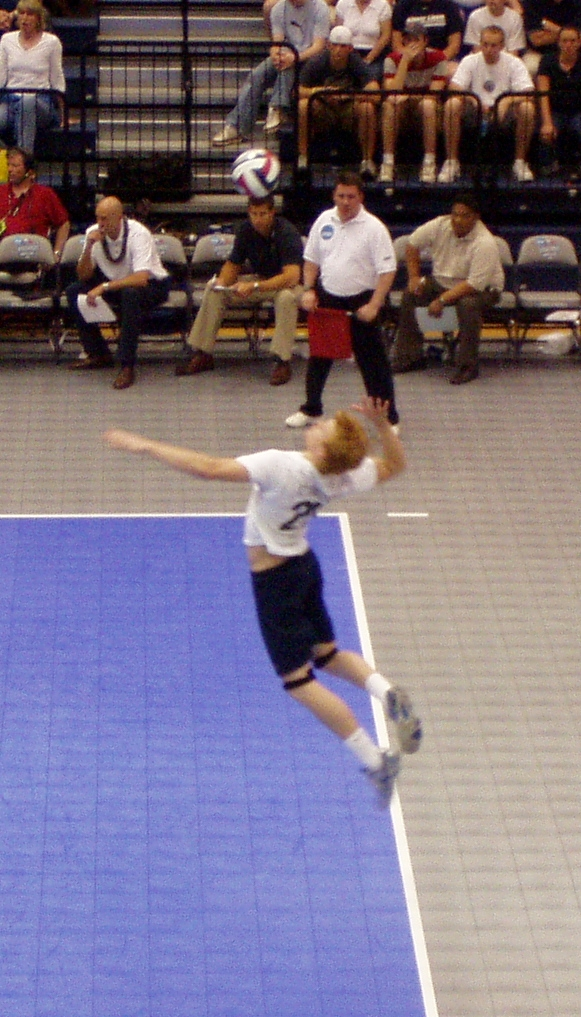
Người chơi thực hiện cú nhảy phát bóng.

### Bắt bước 1

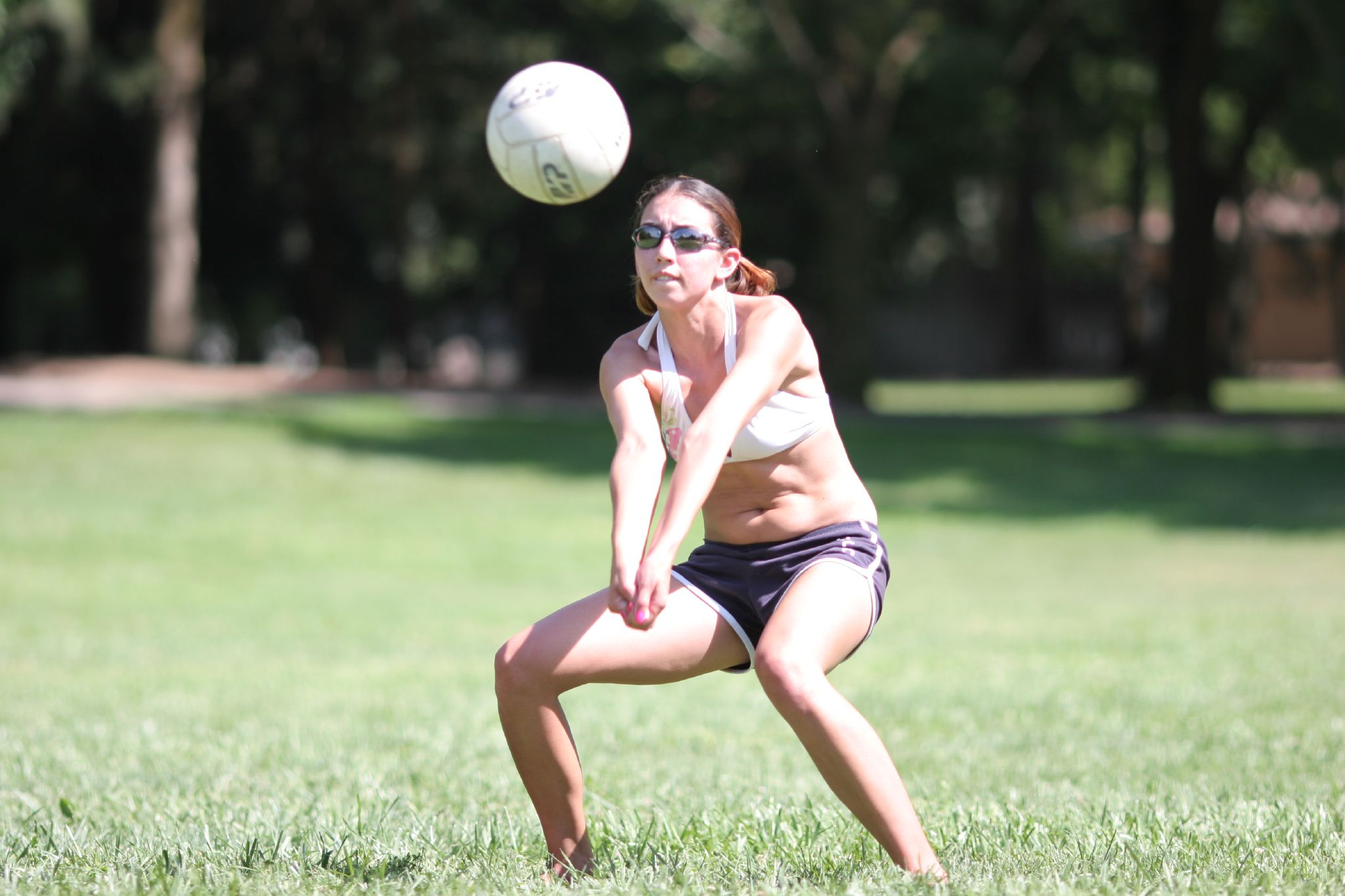
Vận động viên đang dùng tay thuận để bắt bước 1.

### Chuyền 2

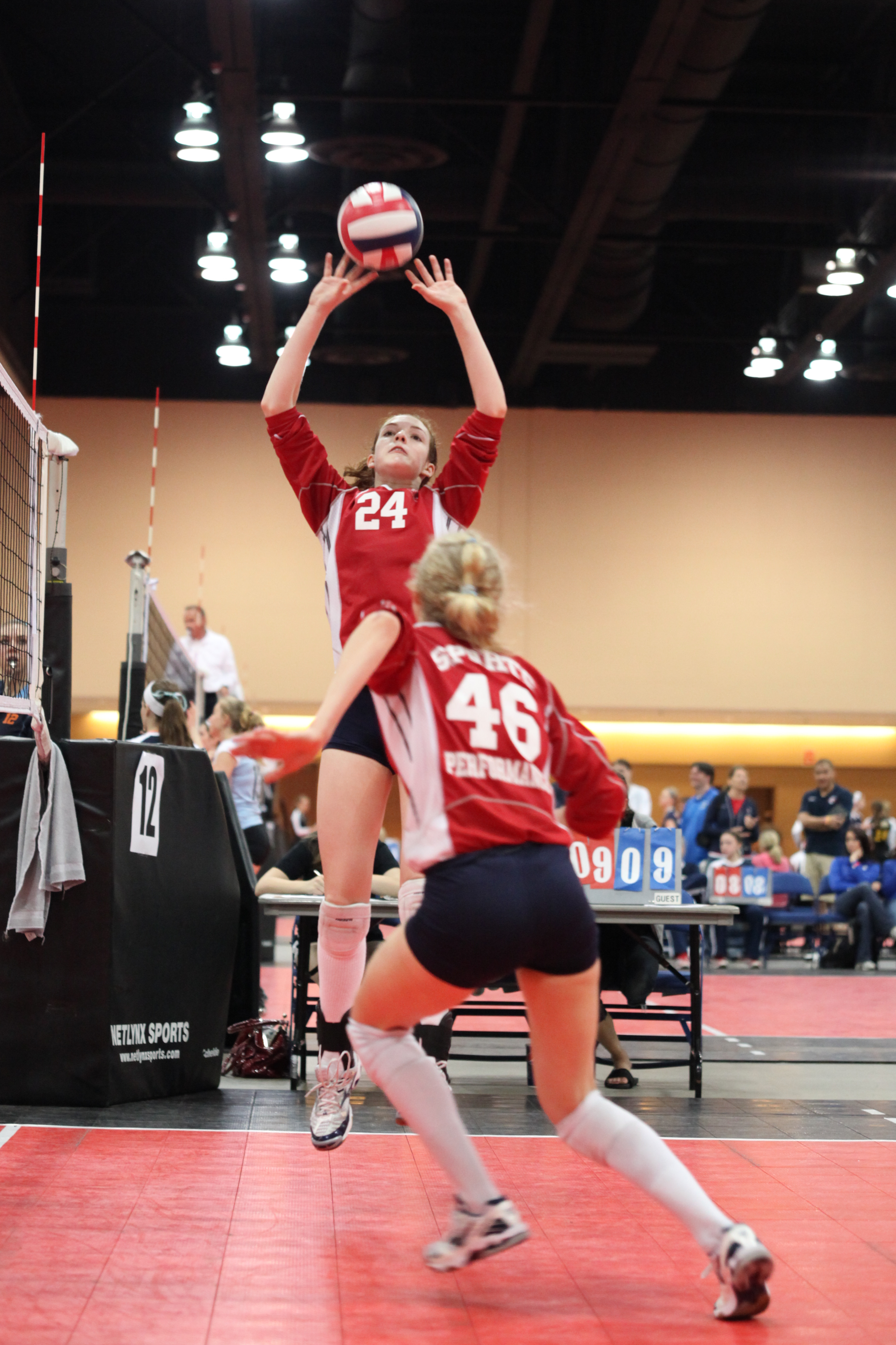
Nhảy chuyền 2

### Tấn công / đập bóng

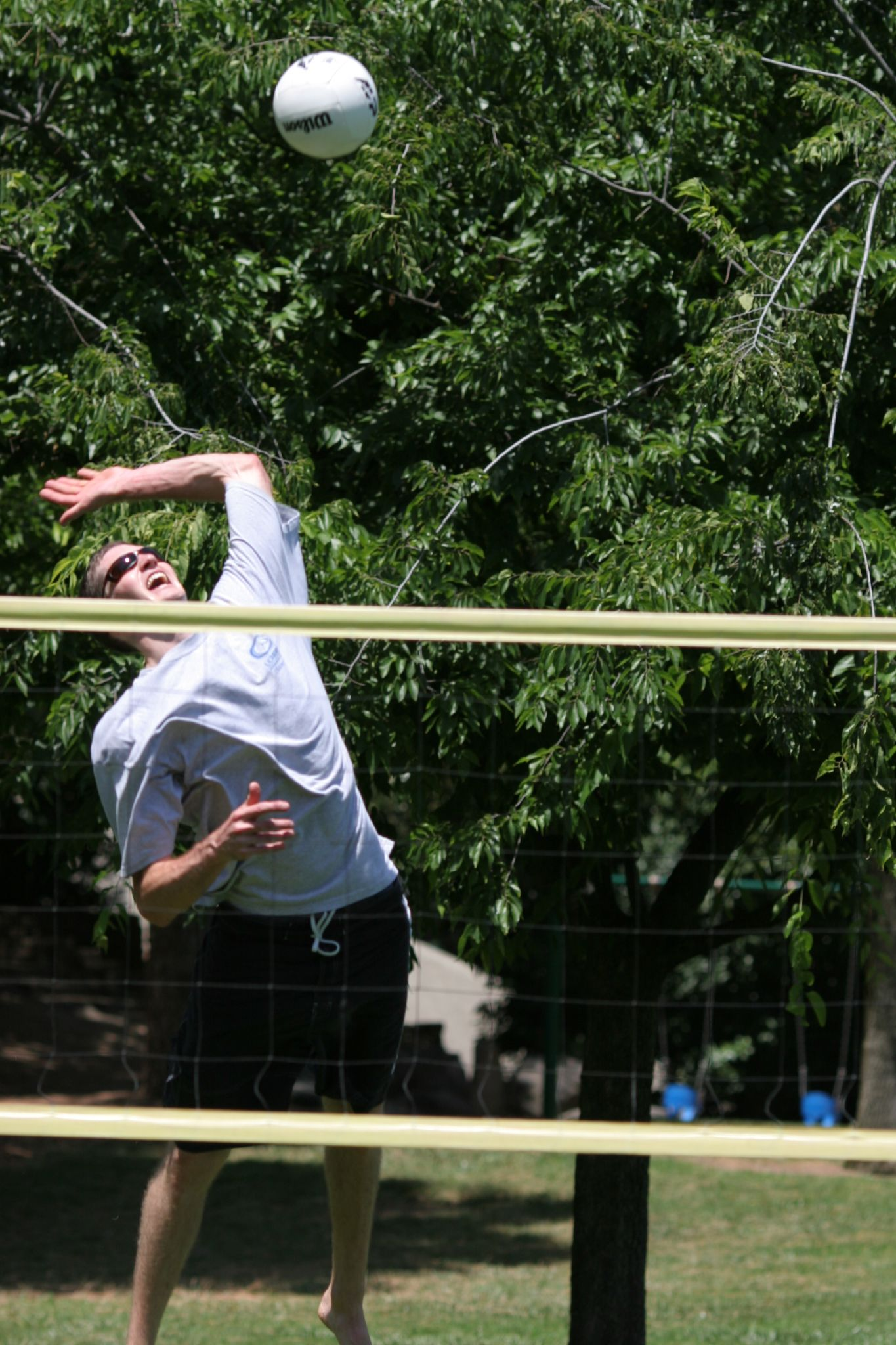
Đập bóng

### Chắn bóng

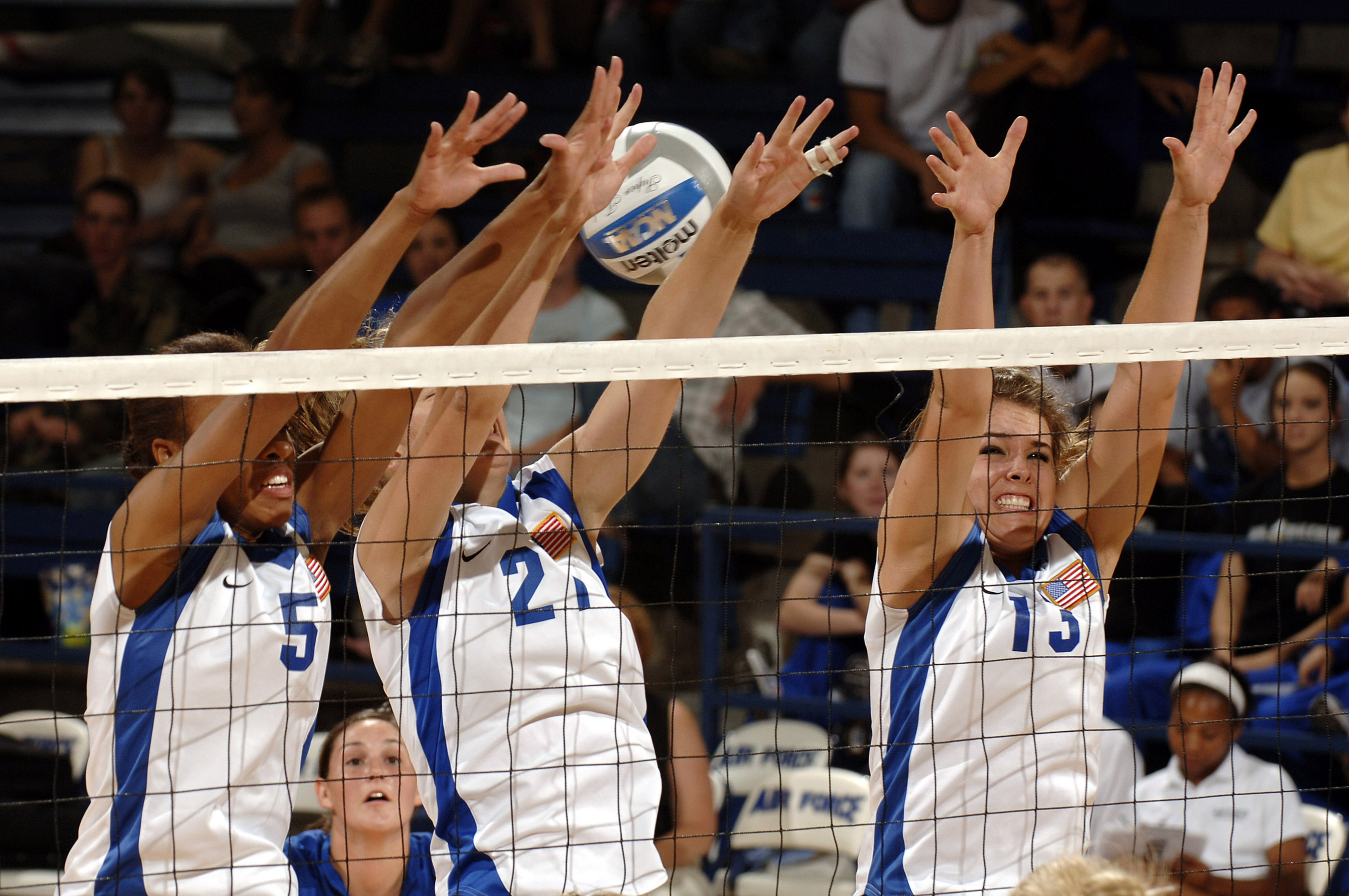
3 người đang thực hiện chắn bóng

### Cứu bóng

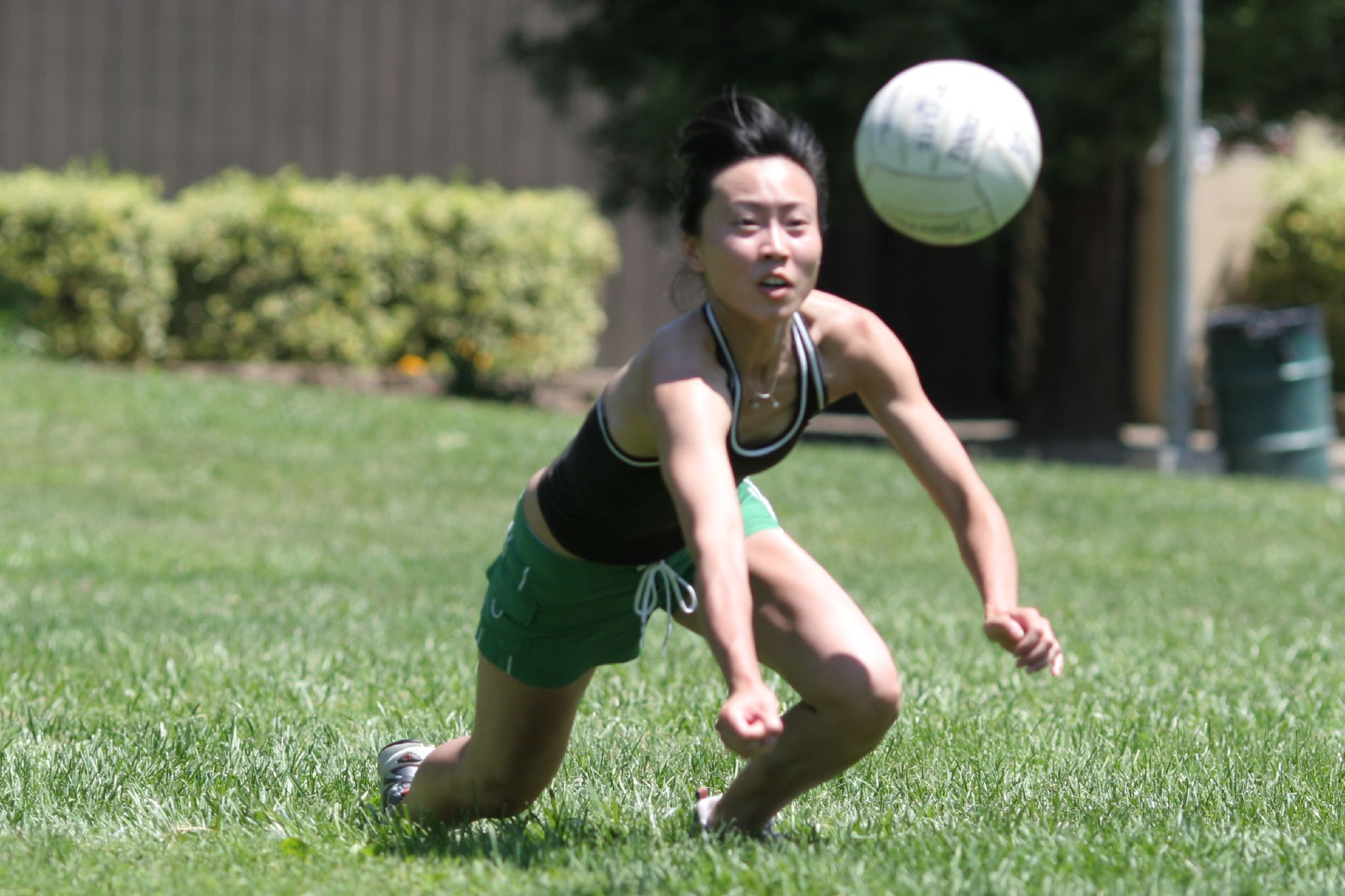
Người đang thực hiện động tác cứu bóng

## Chiến thuật

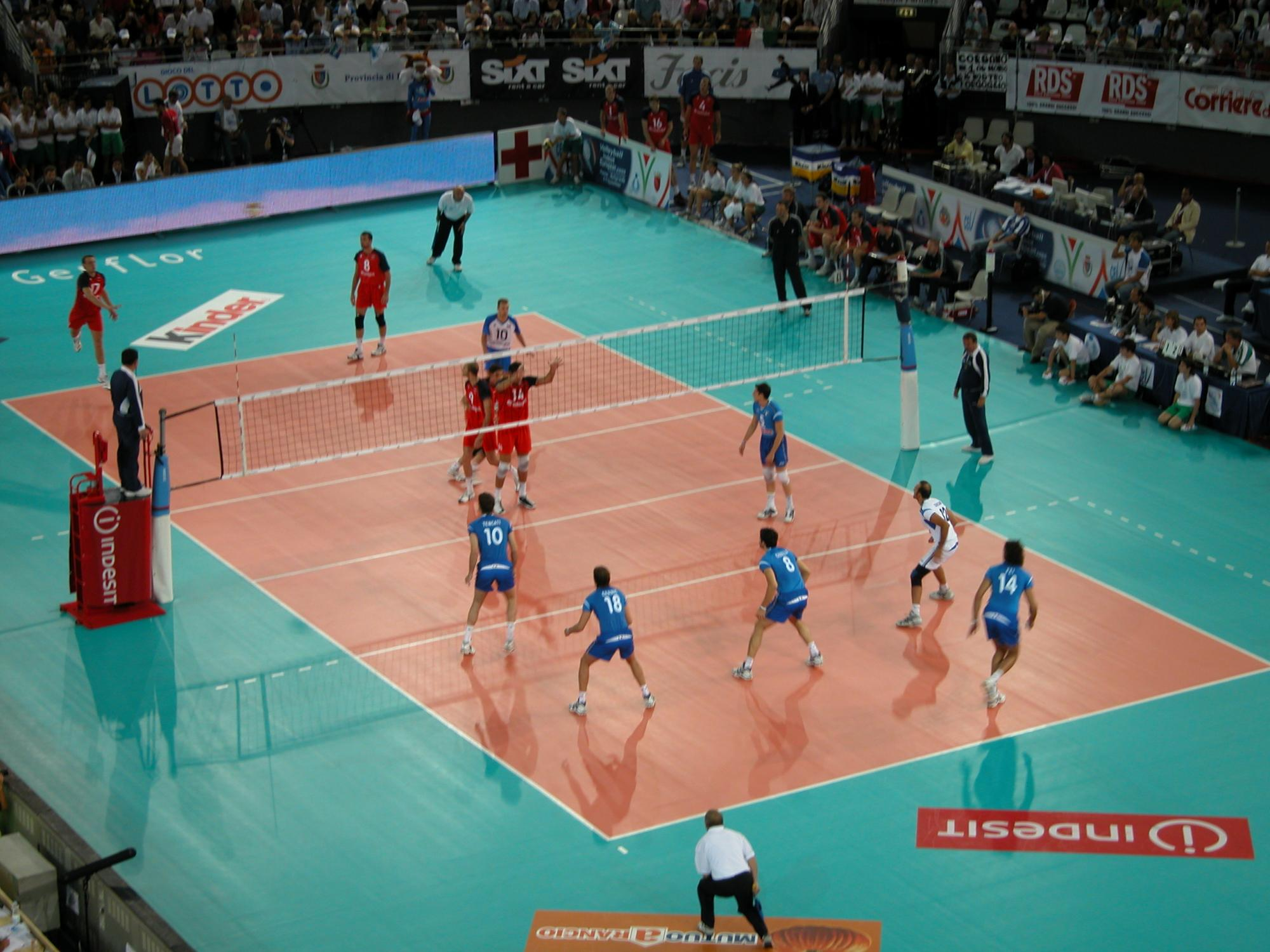
Hình ảnh từ trận đấu quốc tế giữa Ý và Nga vào năm 2005. Đội Nga bên tay trái vừa thực hiện phát bóng, với 3 người đứng dưới lưới đang di chuyển đến vị trí chắn bóng. Hai người khác, ở vị trí hàng phía sau, đang chuẩn bị cho đợt phòng thủ. Đội Ý, ở bên tay phải, có ba người đang đứng thành một hàng ngang, từng người đang chuẩn bị để sẵn sàng đón bóng bay tới. Chuyền 2 đang đợi người bắt bước một trong khi chủ công (áo số 10) đang đứng ở giữa để sẵn sàng nhảy lên đập bóng nếu cú bắt bước 1 đủ tốt. Alessandro Fei (áo số 14) không có nhiệm vụ bắt bước 1 và đang chuẩn bị cho cú đập bóng từ hàng sau ở bên phải sân. Chú ý rằng 2 libero mặc 2 bộ trang phục khác màu nhau. Vị trí số 3 thường được thay thế bởi libero ở vị trí hàng phía sau.

## Lịch sử